# Акерманвілл (Пенсільванія)
Акерманвілл (англ. Ackermanville) — переписна місцевість (CDP) в США, в окрузі Нортгемптон штату Пенсільванія. Населення — 572 особи (2020).

## Географія
Акерманвілл розташований за координатами 40°50′3″ пн. ш. 75°13′35″ зх. д. / 40.83417° пн. ш. 75.22639° зх. д. (40.834040, -75.226474).  За даними Бюро перепису населення США в 2010 році переписна місцевість мала площу 3,56 км², з яких 3,55 км² — суходіл та 0,02 км² — водойми.

## Демографія
Згідно з переписом 2010 року, у переписній місцевості мешкало 610 осіб у 230 домогосподарствах у складі 171 родини. Густота населення становила 171 особа/км².  Було 239 помешкань (67/км²).
Расовий склад населення:
| - 98,2 % — білих - 1,0 % — корінних американців - 0,5 % — чорних або афроамериканців - 0,2 % — азіатів |

До двох чи більше рас належало 0,2 %. Частка іспаномовних становила 2,5 % від усіх жителів.
За віковим діапазоном населення розподілялося таким чином: 21,0 % — особи молодші 18 років, 63,6 % — особи у віці 18—64 років, 15,4 % — особи у віці 65 років та старші. Медіана віку мешканця становила 44,4 року. На 100 осіб жіночої статі у переписній місцевості припадало 92,4 чоловіків;  на 100 жінок у віці від 18 років та старших — 90,5 чоловіків також старших 18 років.
Середній дохід на одне домашнє господарство  становив 84 876 доларів США (медіана — 90 775), а середній дохід на одну сім'ю — 89 944 долари (медіана — 91 350). 
Цивільне працевлаштоване населення становило 350 осіб. Основні галузі зайнятості: освіта, охорона здоров'я та соціальна допомога — 35,7 %, виробництво — 20,3 %, науковці, спеціалісти, менеджери — 9,4 %, роздрібна торгівля — 5,4 %.